# Велеславин
Велеславин (чеш. Veleslavín) — кадастровая территория и городская часть Праги, которая находится в районе Прага 6. Располагается между микрорайонами Либоц, Воковице, Стршешовице и Бржевнов.

## История
Доисторические кельтские поселения на территории Велеславина относятся к Латенскому периоду. В конце 19 века на месте местного кирпичного завода было обнаружено захоронение с ценными находками, в том числе и ювелирными. Возникновение деревни Велеславин восходит к 10-11 векам. Первое упоминание Велеславина появляется в документах о возникновении Бржевновского монастыря в 993 году. До 1420 года деревня принадлежала Бржевновскому монастырю, затем она была захвачена Пражским союзом и стал собственностью горожан Старого города. Позже часть поселения была передана имениям высшего бургграфа, а часть возвращена монастырю. В деревни не было своей церкви, поэтому жители ходили в церковь в Либоц. В 16 веке в деревне было 14 дворов. Один из дворов принадлежал Штепану Адаму из Велеславина, отцу книгоиздателя Даниэла Адама из Велеславина, другой же двор здесь принадлежал дворянину Фердинанду Шлику.
В 1922 году Велеславин с 1814 жителями и 173 домами был присоединен к Праге. С 1949 года и до настоящего момента, является частью Праги 6.